# ユーロパイオ
ユーロパイオ(Europaio)またはヨーロッパ語は、通常バルト祖語、ケルト祖語、ゲルマン祖語、イタリック祖語、スラブ祖語、トカラ語を含む、後期インド・ヨーロッパ祖語の北方、またはヨーロッパの方言に基づき再建された言語を指す。
ヨーロッパ語プロジェクトの主な狙いは、一世紀前にイスラエルの地のためにヘブライ語が再建・再生したので、欧州連合のための共通の近代的かつ実用的言語を得ることである。Dnghu Groupが定めたユーロパイオの目標は、「単一の、自然かつ共通の国家言語のためにEUを含む第三者から今日のリングワ・フランカを転換すること」である。ともかくユーロパイオは、英語のような1メンバーの言語に変わるものとして、現在と未来の全てのEUメンバーに中立な言語を作ることを企画した。
再生計画は、「ユーロパイオ:ヨーロッパ語の簡易文法」(Europaio: A Brief Grammar of the European Language (ISBN 84-689-7727-6))の出版と、2006年5月に地域の大学と政府がInnovative Entrepreneurship Competition(革新的企業家コンテスト)の賞を授与されたエストレマドゥーラ州におけるDnghu Groupの設立から始まった。

## 参照
- シンズエウロパイオム
- インド・ヨーロッパ祖語
- インド・ヨーロッパ語族
- 言語再生
- 印欧語学